# Saint-Philippe-du-Seignal
Saint-Philippe-du-Seignal é uma comuna francesa na região administrativa da Nova Aquitânia, no departamento da Gironda. Estende-se por uma área de 3,38 km². Em 2010 a comuna tinha 493 habitantes (densidade: 145,9 hab./km²).